# Alexandru Rusu
Boldog Alexandru Rusu (Mezősályi, 1884. november 22. – Szamosújvár, 1963. május 9.) román görögkatolikus pap, máramarosi püspök, vértanú.

## Pályafutása
Apja, Vasile, görögkatolikus pap, anyja Rozalia volt. 1903-ban Budapestre ment teológiát tanulni. 1910-ben teológiai doktorátust szerzett, és ez év július 20-án szentelték pappá.
A balázsfalvi teológiai akadémia tanárává és a dogmatika tanszék vezetőjévé nevezték ki. 1920-ban metropolitai titkár, 1923-ban székesegyházi kanonok lett.

### Püspöki pályafutása
1930. október 17-én máramarosi püspökké nevezték ki. 1931. január 30-án Balázsfalván szentelte püspökké Vasile Suciu fogaras-gyulafehérvári érsek, Iuliu Hossu kolozsvár-szamosújvári és Alexandru Nicolescu lugosi püspök segédletével. Beiktatására február 2-án került sor Nagybányán.
1946-ban a metropólia választási zsinata metropolitává választotta, amit az Apostoli Szentszék elismert, a román kormány viszont nem hagyta jóvá. A Securitate ugyanis minden lépését figyelte, és vallási meggyőződésében megingathatatlan embernek tartotta, aki a Groza-kormánnyal ellenséges, a Nemzeti Parasztpárt támogatója. Azzal is gyanúsították, hogy a vidéki „reakciós körök kapcsolatát a fővárosiakkal maga Alexandru Rusu püspök biztosítja, aki gyakran látogat a fővárosba”.
1948-ban a román görögkatolikus egyházat betiltották, templomait a román ortodox egyháznak adták, és a püspököket is megpróbálták rábírni az áttérésre. Július 24-én az öt görögkatolikus püspök körlevelet adott ki A görög katolikus egyház papjai és hívei. Ennek az órának a tanúságtétele címmel. Szeptember 17-én egy kormányrendelet ötről kettőre csökkentette a görögkatolikus püspökök számát, és egy másik aznapi rendelettel Rusut is eltávolították hivatalából. Október 7-én a többi püspökkel együtt beadványt intézett a köztársaság elnökségéhez és Petru Groza miniszterelnökhöz.
Október 28-án letartóztatták, és az öt másik görögkatolikus püspökkel együtt Dragoslavelébe, majd a Căldărușani kolostorba hurcolták. 1950-ben Máramarosszigetre vitték. Számos más román és magyar értelmiségivel és egyházi vezetővel együtt politikai fogolyként tartották fogva a máramarosszigeti börtönben. Később átvitték Curtea de Argeșre, majd a Cocoș kolostorban jelöltek ki számára kényszerlakhelyet. Bár 1955-ben kiengedték, 1957-ben a katonai törvényszék 25 év kényszermunkára ítélte felbujtásért és árulásért, így újra bebörtönözték, és a szamosújvári börtönben hunyt el a megpróbáltatások következtében, miután 1963 tavaszán súlyosan megbetegedett. A román kommunista rendszer áldozatai közé tartozik.
A szamosújvári börtön rabtemetőjében temették el, egyházi szertartás nélkül.

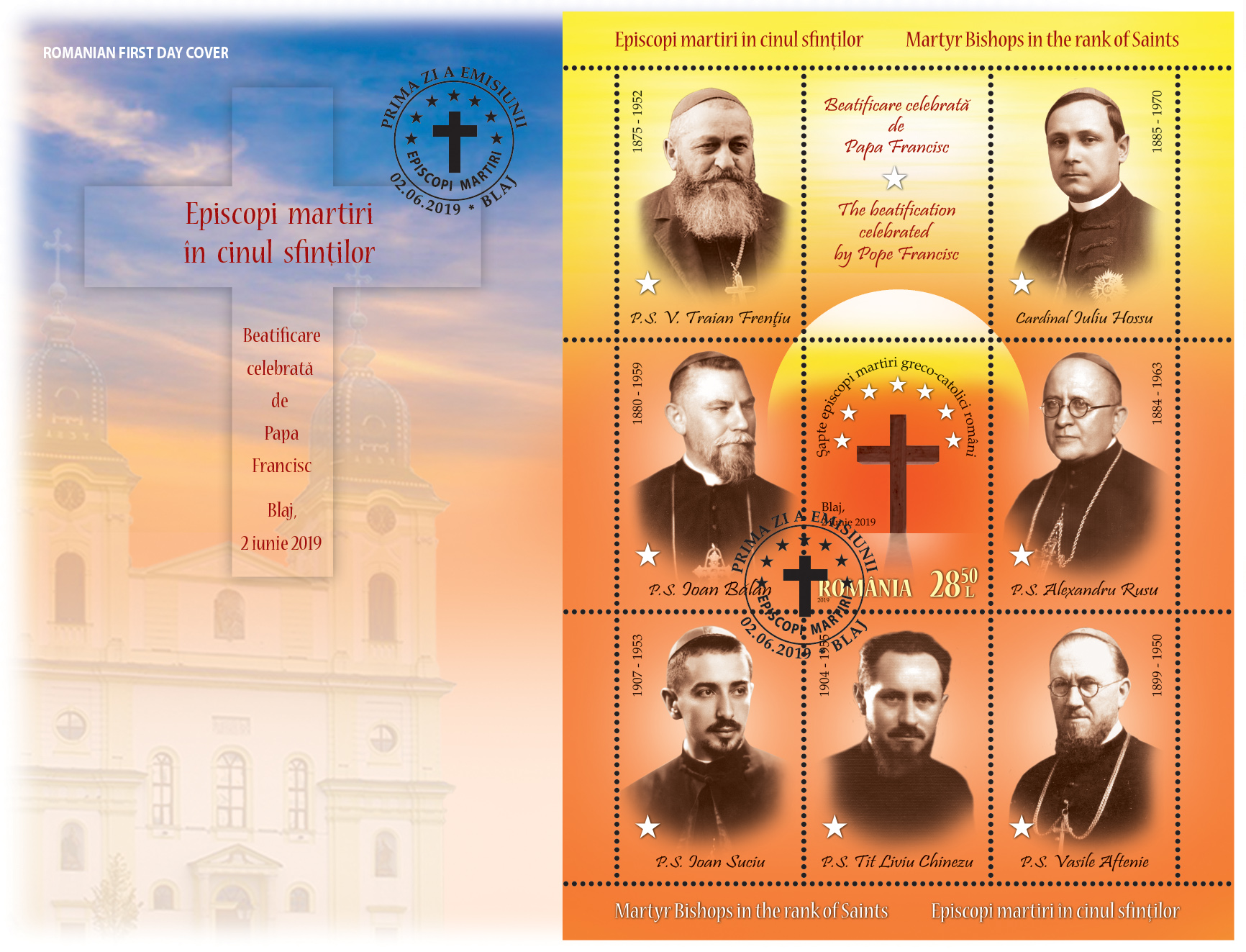
Alexandru Rusu és vértanútársai a boldoggáavatás emlékére kiadott bélyegblokkon

## Emlékezete
A vértanú görögkatolikus püspökök boldoggá avatását 1994-ben kezdeményezte a román görögkatolikus egyház. Ferenc pápa 2019. március 19-én jóváhagyta Alexandru Rusu és hat társa boldoggá avatási dekrétumát. A pápa romániai látogatása alkalmával, 2019. június 2-án a balázsfalvi Szabadság mezején avatta őket boldoggá.